# Неманици
 Тази статия е за селото в Северна Македония.  За селото в Егейска Македония, Гърция, вижте Неманци.  
Неманици или Неманци (изписване до 1945 година: Нѣманици; на македонска литературна норма: Немањици) e село в североизточната част на Северна Македония, част от община Свети Никола.

## География
Селото е разположено северно от град Свети Никола в южните склонове на планината Манговица.

## История
В началото на XX век Неманици е село в Щипска каза на Османската империя. Църквата „Успение Богородично“ е от 1848 година. Манастирът „Свети Илия“ в Старо село е стар, разрушен по турско време и днес е запазена само олтарната апсида. През 1900 година според статистиката на Васил Кънчов („Македония. Етнография и статистика“) Нѣманици брои 1240 жители, от които всички българи християни.
Всички християнски жители на селото са под върховенството на Българската екзархия. Според статистиката на секретаря на Българската екзархия Димитър Мишев („La Macédoine et sa Population Chrétienne“) в 1905 година християнското население на Неманица (Nemanitza) се състои от 1260 българи екзархисти и в селото работи българско училище.
При избухването на Балканската война в 1912 година 33 души от Неманица са доброволци в Македоно-одринското опълчение. След Междусъюзническата война в 1913 година селото попада в Сърбия. Формата на името на селото е установена на Неманица.
На етническата си карта от 1927 година Леонард Шулце Йена показва Неманица (Nemanjica) като българско християнско село.
По време на българското управление във Вардарска Македония в годините на Втората световна война, Иван Ганев Щерев от Щип е български кмет на Неманици от 15 септември 1941 година до 30 октомври 1942 година. След това кметове са Трайко Г. Георгиев от Щип (13 август 1943 – 12 април 1944) и Никола Ангелов Бумбарски от Цървища (12 април 1944 – 9 септември 1944).
Според преброяването от 1994 година в Неманица има 282 жители, от които 278 северномакедонци и 4 сърби. В 2002 година има 201 жители.
| Националност     | Всичко |
| северномакедонци | 199    |
| албанци          | 0      |
| турци            | 0      |
| цигани           | 0      |
| власи            | 0      |
| сърби            | 2      |
| бошняци          | 0      |
| други            | 0      |

В 2014 година на селото му е върнато неговото старо име Неманици (Немањици).

## Личности
Родени в Неманици
- Александър Атанасов Бурзев[9] (Бурзов),[10] македоно-одрински опълченец служил във 2-ра рота на 15-а щипска дружина[9][10] и в Сборната партизанска рота на МОО[10] от 3 март до 28 юли 1913 година;[9] , четник в четата на Иван Бърльо в март - май 1915 година;[11] на 17 март 1943 година, като жител на Неманици, подава молба за българска народна пенсия, която е одобрена и пенсията е отпусната от Министерския съвет на Царство България[9]
- Андрей Марчев (1899 – 1922), деец на ВМРО, загинал в сражение със сръбска потеря на 11 февруари 1922[12]
- Андрейчо, деец на ВМРО[13]
- Ванчо Бурзевски (1916 – 2007), юрист от Република Македония
- Ванчо Дачов (Дачев) Неманички, деец на ВМРО[13][14]
- Владимир (Владе) Марчев (1884 – ?), български учител и революционер, деец на ВМОРО, македоно-одрински опълченец в четата на Тодор Александров[15][16]
- Герасим Мицов (? – 1906), български революционер от ВМОРО, четник на Боби Стойчев[17], загива на 20 април край Лугунци[18]
- Гиго, деец на ВМРО[13]
- Димитър Неманички, български свещеник и революционер, деец на ВМОРО, обесен[19]
- Йованче Георгевски, български революционер, деец на ВМОРО, действал в 1915 година в източната част на Вардарска Македония с чета, вероятно под командването на Иван Бърльо[20]
- Йордан Ставрев, български революционер, деец на ВМОРО, действал в 1915 година в източната част на Вардарска Македония с чета, вероятно под командването на Иван Бърльо[21]
- Коне, български революционер, деец на ВМРО[14]
- Милан Арсов, български революционер, четник на Дончо Ангелов в 1914 година[22]
- Милан Лазов, български революционер от ВМОРО, четник на Йордан Спасов[23]
- Милан Попянев (1877 – след 1943), македоно-одрински опълченец, служи в нестроевата рота на 10-а прилепска дружина;[24][25] на 10 март 1943 година като жител на Неманица подава молба за българска народна пенсия; молбата е одобрена и пенсията е отпусната от Министерския съвет на Царство България[25]
- Мицко Дачев, деец на ВМРО[13]
- Дядо Наце, войвода на селската чета в 1904 година, заедно с Мише Развигоров наказва предателите на четата на Славейко Арсов.[26]
- Санде Неманички (1880 – 1923), деец на ВМРО, убит на 23 септември 1923 година от органи на полицията.[27]
- Стойчо Неманички, български революционер от ВМОРО
- Стоян Алексов Чуваника, деец на ВМРО[13]
- Стоян Мицов, български революционер от ВМОРО, четник на Кръстю Лазаров[28]
- Цанко Нушев Златев (1882 – след 1943), български революционер от ВМОРО